# Aulosaphes
Aulosaphes é um género de vespas pertencentes à família Braconidae.
Espécies:
- Aulosaphes chinensis Chen, 1996
- Aulosaphes convergens van Achterberg, 1995
- Aulosaphes deserticola Papp, 1991
- Aulosaphes fujianensis Chen, 1996
- Aulosaphes psychidivorus Muesebeck, 1935
- Aulosaphes rasuli van Achterberg, 1995
- Aulosaphes semifasciatus van Achterberg, 1995
- Aulosaphes unicolor (Ashmead, 1905)
- Aulosaphes vechti van Achterberg, 1995
- Aulosaphes wellsae van Achterberg, 1995